# Warren Spahn
Warren Edward Spahn (* 23. April 1921 in Buffalo, New York; † 24. November 2003 in Broken Arrow, Oklahoma) war ein Pitcher im Major League Baseball (MLB), der für die Boston / Milwaukee Braves, die New York Mets und die San Francisco Giants spielte. Der 17-fache All-Star erzielte 363 Wins, ein Rekord für Linkshänder und mehr als jeder Pitcher, der im 20. Jahrhundert geboren wurde. Er gewann 1957 den Cy Young Award sowie die World Series und wurde 1973 in die Baseball Hall of Fame gewählt. Ihm zu Ehren existiert der Warren Spahn Award, der den besten linkshändigen Pitcher der MLB auszeichnet. Mit 35 Home Runs war Spahn für einen Pitcher zudem ungewöhnlich offensivstark.

## Karriere
Spahn wurde 1940 von den Boston Braves verpflichtet, aber von Coach Casey Stengel als Feigling abgestempelt, da er sich in einem Testspiel gegen die Brooklyn Dodgers weigerte, ihren Star Pee Wee Reese mit absichtlichen Wurf an den Körper zu verletzen. Spahn wurde in die Minor-League-Baseball-Teams abgeschoben, bis er sich 1942 im Zweiten Weltkrieg zur U.S. Army meldete. Er war 1944 an der Ardennenoffensive beteiligt und wurde mit dem Purple Heart und dem Bronze Star ausgezeichnet – so dass sich Stengel, der Spahn als Feigling bezeichnet hatte, später entschuldigte. Die insgesamt dreijährige Zeit an der Front bezeichnete Spahn als „Wandlung vom Kind zum Mann“ und als Hauptgrund für seine Gelassenheit: „Wer den Zweiten Weltkrieg überlebt hat, den kann ein Baseballspiel nicht mehr erschüttern.“
Als Spahn 1946 wieder bei den Braves anfing, etablierte sich der sowohl mental als auch spielerisch gereifte Spahn als einer der besten Pitcher der MLB, indem er auf Anhieb 21 Wins schaffte und ins MLB All-Star Game 1947 gewählt wurde. Spahn würde die begehrte 20-Win-Grenze dreizehn Mal knacken, und 16 weitere Male ein All-Star sein. Zudem hatten die Braves mit Johnny Sain einen exzellenten zweiten Pitcher, so dass ein Journalist 1948 das Gedicht „Spahn and Sain and Pray for Rain“ schrieb (Spahn und Sain, und um Regen beten). Dieses Gedicht, was in die MLB-Folklore einging, beschrieb eine kuriose Siegesserie, in der Spahn und Sain zwei Wins in Folge holten, die Einsätze der Dritt- und Viertpitcher Bill Voiselle und Vern Bickford wegen Regen ausfielen, so dass Spahn und Sain wieder zwei Siege holten, ehe der Regen wieder die Einsätze von Voiselle und Bickford ausfallen ließ. Dies wiederholte sich kurioserweise nochmal, so dass die Braves in nur 12 Tagen mit nur zwei Pitchern 8:0 Siege holten:
First we'll use Spahn / then we'll use Sain (Zuerst pitcht Spahn, dann pitcht Sain)
Then an off day / followed by rain (Dann ein Ruhetag, dann ein Regentag)
Back will come Spahn / followed by Sain (Dann kommt wieder Spahn, gefolgt von Sain)
And followed we hope / by two days of rain. (Hoffentlich gefolgt von zwei Regentagen)
Gemeinsam mit Sain, den künftigen Hall-of-Famern Hank Aaron (Outfielder und Home-Run-Spezialist), Eddie Mathews (Third Baseman) und Red Schoendienst (Second Baseman) formten die Braves ein schlagkräftiges Team. Höhepunkt von Spahns Karriere war das Jahr 1957, in der er mit 21-11 Wins und einem Earned Run Average von 2,69 den Cy Young Award gewann und mit den Braves die World Series für sich entschied. Zudem erwarb er sich einen Ruf für Langlebigkeit, als er im Alter von 42 Jahren beeindruckende 23 Wins erzielte und zum 17. Mal ins All-Star-Team gewählt wurde. In diesem Jahr (1963) lieferte er sich ein legendäres Duell gegen 25 Jahre alten, späteren Hall-of-Fame-Pitcher Juan Marichal von den San Francisco Giants. Nach 15 Innings stand es 0:0, wobei Marichal deutlich erschöpfter war als Spahn, aber sich nicht auswechseln lassen wollte: „Spahn ist 17 Jahre älter als ich, und solange er pitcht, bleibe ich auch drin“. Als Giants-Star Willie Mays im 16. Inning mit einem Home Run das Spiel beendete, war Spahn am Boden zerstört, aber das Publikum feierte Spahn mit Standing Ovations. Dieses Spiel gilt als einer der größten Pitching-Duelle aller Zeiten. Erst im Alter von 44 Jahren hörte Spahn auf und widmete sich in den Major bzw. Minor Leagues bzw. im Ausland (Mexiko und Japan) dem Coaching.
Die Atlanta Braves ehrten Spahn, indem sie seine Rückennummer 21 zurückzogen. 1973 folgte die Aufnahme in die Baseball Hall of Fame, und schließlich wurde er ins Major League Baseball All-Century Team gewählt.

## Pitching

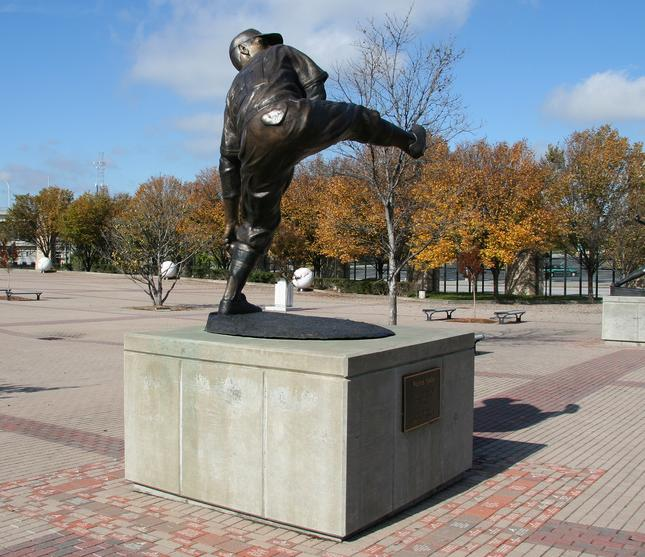
Statue von Warren Spahn am Turner Field, dem Stadion der Atlanta Braves, mit Spahns charakteristisch hoher Trittbewegung

Spahn galt als einer der präzisesten Fastball-Werfer, doch besonders gefürchtet war sein Changeup, mit der er gegnerische Schlagmänner verwirrte. Seine linkshändige Wurfbewegung enthielt einen extrem hohen Tritt mit dem rechten Schwungbein, so dass die Sicht des gegnerischen Schlagmanns auf den Ball während der gesamten Armbewegung davon verdeckt war. So war es fast unmöglich zu erkennen, ob Spahn einen schnellen Fastball oder einen absichtlich langsamen Changeup warf. Als sein Fastball im Alter an Geschwindigkeit verlor, erlernte er den Screwball. Spahn betonte stets den psychologischen Aspekt des Pitchens und rühmte sich, gegnerische Schlagmänner eher mental als durch Wurfkraft zu besiegen. Zudem war Spahn für seine große Langlebigkeit bekannt, da er bis ins Alter von 42 Jahren ein Weltklasse-Pitcher war.

„Spahn wird nach seiner Karriere nie in die Baseball Hall of Fame gelangen. Seine Karriere wird nämlich niemals enden.“

## Privatleben
Spahn heiratete 1947 seine Frau LoRene. LoRene Spahn war eine weitsichtige Geschäftsfrau, die ihre Familie durch kluge Investments in die Rinderzucht, ins Erdgasgeschäft und in Grundstücke in Florida reich machte, so dass Spahn bis zu seinem Tode in Luxus lebte. Beide hatten einen gemeinsamen Sohn.